# Operação Alfa
Operação Alfa (em italiano:  Operazione Alfa; em servo-croata:  Operacija Alfa, Операција Алфа) foi uma ofensiva levada a cabo no início de Outubro de 1942 pelas forças militares da Itália e pelo estado-fantoche do Eixo, o Estado Independente da Croácia (NDH), apoiado pelas forças Chetnik sob o controlo da vojvoda Ilija Trifunović-Birčanin. A ofensiva foi dirigida contra os Partisans Iugoslavos liderados pelos comunistas na região de Prozor (hoje na Bósnia e Herzegovina), então parte do NDH. A operação foi militarmente inconclusiva e, na sequência, as forças de Chetnik conduziram assassinatos em massa de civis na área.
A operação foi organizada entre o Generale designato d'armata (General) Mario Roatta, comandante do Segundo Exército Italiano, e Trifunović-Birčanin, com a aprovação do líder geral Chetnik Draža Mihailović. Foi realizado em coordenação com os alemães e incluiu elementos da Guarda Nacional Croata e da Força Aérea Croata. Enfrentando armamento pesado e em grande desvantagem numérica, os guerrilheiros recuaram e retiraram-se de Prozor sem combates significativos. Elementos chetniks sob o comando de Dobroslav Jevđević e Petar Baćović massacraram entre 543 e 2.500 croatas e muçulmanos e destruíram várias aldeias na área. Após protestos das autoridades italianas e croatas, os elementos do Chetnik foram dispensados ou realocados. As forças italianas e do NDH seguiram a Operação Alfa com a Operação Beta, que se concentrou na captura de Livno e localidades vizinhas. Baćović foi morto pelas forças do NDH perto do fim da guerra, enquanto Jevđević escapou para a Itália e evitou ser processado pelo novo governo iugoslavo. Mihailović foi capturado pelas autoridades comunistas após a guerra, julgado e considerado culpado pelas ações de Chetnik em Prozor (entre outras acusações), e foi condenado à morte e executado.

## Contexto
Em 6 de abril de 1941, as Potências do Eixo invadiram o Reino da Iugoslávia, resultando na capitulação do Exército Real Iugoslavo em 17 de abril.  A Iugoslávia foi desmembrada e um dos fragmentos era um estado fantoche do Eixo, o Estado Independente da Croácia liderado pela Ustaše (em servo-croata:  Nezavisna Država Hrvatska, NDH), que consistia na atual Croácia e na Bósnia e Herzegovina, e era efetivamente um quase-protetorado ítalo-alemão. O NDH foi dividido por uma linha de demarcação germano-italiana, conhecida como "Linha de Viena", com os alemães ocupando as partes norte e nordeste do NDH, e os italianos as partes sul e sudoeste.  O NDH implementou imediatamente políticas genocidas contra a população sérvia, judaica e cigana dentro das suas fronteiras.  A resistência armada inicial consistia em duas facções pouco cooperantes, os Partisans liderados pelos comunistas e os Chetniks, que eram na sua maioria liderados por oficiais sérvio-chauvinistas do derrotado Exército Real Iugoslavo.  No entanto, os Chetniks, na sua busca por uma Grande Sérvia etnicamente pura, rapidamente adoptaram uma política de colaboração e cooperaram "extensa e sistematicamente" com as forças italianas.  Em Julho e Agosto de 1942, sob a protecção fornecida pelos italianos, os Chetniks limparam completamente a região oriental da Herzegovina dos seus croatas e muçulmanos. 
Em Setembro de 1942, os Chetniks, sabendo que não poderiam derrotar os Partisans sozinhos, tentaram persuadir os italianos a realizar uma operação significativa dentro da sua zona de ocupação. Em 10 e 21 de setembro, Chetnik vojvoda Ilija Trifunović-Birčanin reuniu-se com o Generale designato d'armata (General) Mario Roatta, comandante do Segundo Exército Italiano. Ele informou a Roatta que não estava sob o comando de Draža Mihailović, mas que tinha visto Mihailović em Avtovac, na região da Herzegovina do NDH, em 21 de julho e que tinha a sua aprovação na colaboração com os italianos. Trifunović-Birčanin instou Roatta a agir "o mais rápido possível" em uma grande operação contra os guerrilheiros na área de Prozor – Livno, no norte da Herzegovina. Em troca, Trifunović-Birčanin ofereceu apoio na forma de 7.500 Chetniks, com a condição de que recebessem as armas e suprimentos necessários. Roatta forneceu "algumas armas e promessas de ação" em resposta às exigências de Trifunović-Birčanin. Mihailović mais tarde felicitou Trifunović-Birčanin pela sua conduta e "alta compreensão da linha nacional [sérvia]" nestes acordos. 

## Linha do tempo

### Prelúdio
No início de outubro, a operação foi lançada pelos italianos visando os guerrilheiros localizados a noroeste da parte central do rio Neretva.  Participaram elementos da 18ª Divisão de Infantaria Messina, comandada pelo Generale di divisione (General de divisão) Guglielmo Spicacci, composta pelo 29º Batalhão do 4º Regimento Bersaglieri e pelo 2º Batalhão do 94º Regimento.  Entre 3.000 e 5.500 Chetniks participaram da operação sob o comando de Dobroslav Jevđević e Petar Baćović.   Fontes partidárias relataram que 4.000 soldados do 6º Corpo de Exército italiano e 5.000 Chetniks do Corpo de Trebinje, Nevesinje e Romanija estavam envolvidos.  As unidades NDH envolvidas incluíam o 7º e o 15º Regimentos de Infantaria,  bem como a Força Aérea NDH. 
A operação foi coordenada com as forças armadas alemãs e do NDH localizadas perto do norte do território partidário na direção de Banja Luka. Os Chetniks chegaram de trem de Dubrovnik e Metković e em caminhões italianos de Nevesinje. De 2 a 3 de outubro chegaram a Mostar e partiram em 3 de outubro. No mesmo dia, mataram um aldeão e cometeram saques em massa na aldeia de Raška Gora, 10km ao norte de Mostar. Na aldeia de Gorani, 7 quilômetros (4,3 mi) a sudoeste de Mostar, três aldeões foram mortos e, como em outros lugares, realizaram saques e incêndios. No dia seguinte, estiveram em Drežnica, onde Jevđević fez um discurso que "o principal inimigo dos sérvios são os guerrilheiros, depois os Ustaše. Eles precisam ser destruídos impiedosamente e os outros deixados em paz". Posteriormente, os Chetniks mataram entre 62 e 142 pessoas, saquearam e queimaram edifícios na cidade.   No total, cerca de 200 croatas e muçulmanos foram mortos por chetniks na área de Mostar, imediatamente antes da Operação Alfa. 

### Operação
De 4 a 5 de outubro, os chetniks cruzaram o rio Neretva em Konjic e seguiram, assim como os italianos, em direção a Prozor, Šćit, Gornji Vakuf, Donji Vakuf, e depois para Bugojno, Komar e Travnik onde fica o quartel-general do 5º Montenegrino Partidário e as 10ª Brigadas da Herzegovina estavam situadas. A ofensiva foi lançada de três direções com artilharia leve e pesada e um grande número de tanques e caminhões convergindo. Três batalhões da 10ª Brigada Herzegovina, comandados por Vlado Šegrt, pretendiam reunir-se perto de Prozor, mas retiraram-se e escaparam em 6 de outubro antes da chegada das forças ítalo-Chetnik.  Os batalhões partidários estimaram que 1.200–1.500 soldados do exército italiano e cerca de 3.000–3.500 chetniks estavam se aproximando, embora tivessem pouco mais de 300 homens, uma proporção de aproximadamente 1:15. 
De 7 a 8 de outubro, os italianos bombardearam fortemente Prozor com artilharia e aviões e entraram na cidade em 8 de outubro.  No mesmo dia, Mihailović informou aos seus comandantes na Herzegovina que "agora é o momento definitivo para eliminar os comunistas" e ser o mais táctico possível com os muçulmanos e croatas. A natureza destas tácticas exigia que os muçulmanos "apenas se organizassem sob o comando dos nossos líderes militares [Chetnik] e na nossa luta contra os Ustaše e os comunistas com total lealdade à população sérvia para reparar o papel vergonhoso que desempenharam desde a capitulação da Iugoslávia até hoje". Ele também apelou aos muçulmanos para "participarem na liquidação dos muçulmanos que ainda hoje trabalham contra o povo sérvio". Quanto aos croatas: “o que acontecerá às fronteiras da unidade croata e quais os direitos que os croatas terão no novo estado do futuro dependerão exclusivamente deles”. Explicou que “se continuarem inactivos, não haverá força que os possa proteger da retribuição do povo sérvio, por isso deixe-os guiar-se de acordo com isso” e anunciou que após a “liquidação dos comunistas, poderão liquidar a Ustaša". 
De 14 a 15 de outubro, os Chetniks, agindo por conta própria, massacraram mais de quinhentos croatas e muçulmanos e queimaram várias aldeias no processo da operação, sob a suspeita de que "abrigavam e ajudavam os guerrilheiros".   Segundo o historiador Jozo Tomasevich, dados incompletos mostram que 543 civis foram massacrados.  Pelo menos 656 vítimas são conhecidas pelo nome, enquanto outra fonte diz que cerca de 848 pessoas, principalmente "crianças, mulheres e idosos", foram mortas. O historiador Ivo Goldstein estima que 1.500 foram massacrados no total e atribui a discrepância “ao facto das estimativas se referirem a territórios diferentes”.  Os historiadores Antun Miletić e Vladimir Dedijer estimam o número de mortos em 2.500. 

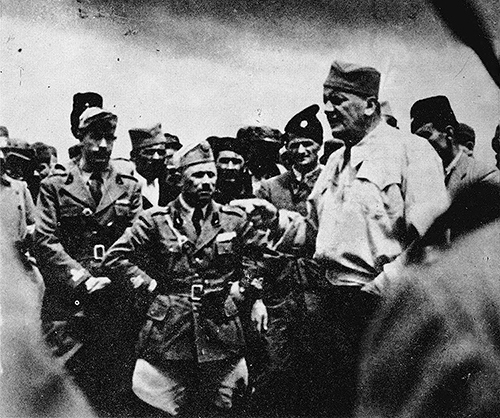
Dobroslav Jevđević (de branco) liderou uma parte da força Chetnik que participou da Operação Alfa

Nos dias seguintes, cerca de 2.000 Chetniks estiveram no distrito de Prozor.  De acordo com Hoare, os Ustase queixaram-se do incêndio de aldeias croatas e muçulmanas e dos assassinatos de civis associados, o que obrigou os italianos a disciplinar os chetniks e a dissolver algumas das suas unidades.  De acordo com fontes partidárias, os Chetniks mudaram-se para sudeste, em direção ao rio Neretva e Mostar, a pedido de oficiais italianos. Estas fontes afirmam que isto foi feito porque as atrocidades de Chetnik e italianas causaram grande ressentimento na população local, especialmente dentro da Guarda Nacional Croata, que se sentiu obrigada a intervir militarmente em tais casos. Os comandantes chetniks argumentaram que este movimento foi iniciado pelos alemães para evitar que os chetniks se dirigissem para oeste em direção ao Monte Dinara. Após as mortes, o líder muçulmano Chetnik Ismet Popovac chegou à cidade para consolar a população local e aconselhar os Chetniks a não cometerem novas atrocidades.  Ele também tentou convencer os muçulmanos locais a se juntarem às fileiras do Chetnik, mas não teve sucesso devido à extensão das atrocidades do Chetnik contra a população muçulmana. 
Em 23 de outubro, Baćović relatou a Mihailović que "na operação do Prozor massacramos mais de 2.000 croatas e muçulmanos. Nossos soldados voltaram entusiasmados". Borba, um jornal partidário, também informou que cerca de 2.000 foram "mortos pelos chetniks nas aldeias croatas e muçulmanas de Prozor, Konjic e Vakuf". O relatório também menciona que “os distritos de Prozor e Konjic têm centenas de mulheres e crianças massacradas e assassinadas, bem como casas queimadas”. 

## Consequências
Roatta opôs-se aos massacres em massa e disse que o apoio italiano aos Chetniks seria interrompido se não cessassem.  Solicitou que "o comandante Trifunović seja informado de que, se a violência de Chetnik contra a população croata e muçulmana não for imediatamente interrompida, deixaremos de fornecer alimentos e salários diários às formações cujos membros são os autores da violência. Se esta situação criminosa continuar, mais medidas severas serão tomadas".  O massacre perturbou o governo do NDH, que obrigou os italianos a forçar a retirada dos Chetniks. Algumas forças foram dispensadas enquanto outras foram deslocadas para se juntarem às forças de Momčilo Đujić no norte da Dalmácia. A Operação Beta ocorreu mais tarde no mesmo mês em que os italianos e as forças do NDH capturaram Livno e localidades vizinhas.  Hoare observa que, apesar da reação italiana, eles continuaram a confiar nas forças Chetnik e concederam-lhes "um certo grau de liberdade no tratamento da população muçulmana e croata". A incapacidade do regime NDH de proteger a população muçulmana da Herzegovina empurrou esta última a se opor aos Ustaše. 
Após a guerra, foi emitida uma acusação contra Jevđević em Sarajevo. Acusou-o de que, sob seu comando, "na primeira quinzena de outubro de 1942, em Prozor e nos arredores, eles [italianos e chetniks] massacraram e mataram 1.716 pessoas de ambos os sexos, nações croatas e muçulmanas, e saquearam e queimaram cerca de 500 famílias". Um mês após o massacre, Jevđević e Baćović escreveram um relatório autocrítico sobre Prozor para Mihailović, a fim de se distanciarem da responsabilidade. Jevđević fugiu para a Itália no final da guerra, onde as autoridades militares aliadas o prenderam e detiveram num campo. Eles ignoraram o pedido de extradição da Iugoslávia e o libertaram. Ele evitou o julgamento e morreu em Roma em 1962. Baćović foi morto pelos Ustaše em 1945. 
Mihailović foi capturado e indiciado após o fim da guerra e em 1946 o Supremo Tribunal da Jugoslávia julgou-o culpado de liderar um movimento "que cometeu numerosos crimes de guerra contra o povo" que, entre outras coisas, em "Outubro de 1942, sob a liderança de Petar Baćović juntamente com os italianos mataram nas proximidades de Prozor cerca de 2.500 muçulmanos e croatas, entre os quais mulheres, crianças e idosos, e queimaram um grande número de aldeias". Ele foi condenado à morte e executado. 

#### Livros
- Cohen, Philip J. (1996). Serbia's Secret War: Propaganda and the Deceit of History. College Station, Texas: Texas A&M University Press. ISBN 978-0-89096-760-7
- Dedijer, Vladimir; Miletić, Antun (1990). Genocid nad Muslimanima, 1941–1945 [Genocide of the Muslims, 1941–1945] (em servo-croata). Sarajevo, Yugoslavia: Svjetlost. ISBN 978-86-01-01525-8
- Dizdar, Zdravko; Sobolevski, Mihael (1999). Prešućivani četnički zločini u Hrvatskoj i u Bosni i Hercegovini 1941–1945 [Suppressed Chetnik Crimes in Bosnia and Herzegovina 1941–1945] (em servo-croata). Zagreb, Croatia: Hrvatski institut za povijest [Croatian Institute of History]. ISBN 978-953-6491-28-5
- Dizdar, Zdravko (2002). Četnički zločini u Bosni i Hercegovini, 1941–1945 [Chetnik Crimes in Bosnia and Herzegovina, 1941–1945] (em servo-croata). Zagreb, Croatia: Hrvatski institut za povijest [Croatian Institute of History]. ISBN 978-953-6491-86-5
- Hoare, Marko Attila (2006). Genocide and Resistance in Hitler's Bosnia: The Partisans and the Chetniks, 1941–1943. New York: Oxford University Press. ISBN 978-0-19-726380-8
- Hoare, Marko Attila (2014). The Bosnian Muslims in the Second World War. New York: Oxford University Press. ISBN 978-0-19936-531-9
- Loi, Salvatore (1978). Le operazioni delle unità italiane in Jugoslavia (1941–1943): narrazione, documenti. [The Operations of Italian Units in Yugoslavia (1941–1943): narrative, documents] (em italiano). Rome, Italy: Tipografia regionale. OCLC 9194926
- Ramet, Sabrina P. (2006). The Three Yugoslavias: State-Building and Legitimation, 1918–2005. Bloomington, Indiana: Indiana University Press. ISBN 978-0-253-34656-8
- Tito, Josip Broz (1982).  Damjanović, Pero; Vujošević, Ubavka, eds. Sabrana djela/ 21. januar – 16. april 1943 [Collected Works/ 21 January – 16 April 1943] (em servo-croata). 14. Belgrade, Yugoslavia: Centar "Komunist". OCLC 157031947
- Tomasevich, Jozo (1975). War and Revolution in Yugoslavia, 1941–1945: The Chetniks. 1. Stanford, California: Stanford University Press. ISBN 978-0-8047-0857-9
- Tomasevich, Jozo (2001). War and Revolution in Yugoslavia, 1941–1945: Occupation and Collaboration. 2. Stanford, California: Stanford University Press. ISBN 978-0-8047-3615-2

#### Sites
- Goldstein, Ivo (19 Out 2012). «Četnički zločin u Rami u listopadu 1942. godine (I dio)» [Chetnik Crimes in Rama in October 1942 (Part I)] (em servo-croata). Prometej. Cópia arquivada em 8 Jan 2013
- Goldstein, Ivo (29 Out 2012). «Četnički zločin u Rami u listopadu 1942. godine (II dio)» [Chetnik Crimes in Rama in October 1942 (Part II)] (em servo-croata). Prometej. Consultado em 17 Dez 2012. Cópia arquivada em 8 Jan 2013
- Goldstein, Ivo (7 Nov 2012). «Četnički zločin u Rami u listopadu 1942. godine (III dio)» [Chetnik Crimes in Rama in October 1942 (Part III)] (em servo-croata). Prometej. Cópia arquivada em 22 Nov 2012